# Jesiel Cardoso Miranda
Jesiel Cardoso Miranda (sinh ngày 5 tháng 3 năm 1993) là một cầu thủ bóng đá người Brasil.

## Sự nghiệp câu lạc bộ
Jesiel Cardoso Miranda hiện đang chơi cho Kawasaki Frontale.